# Kabinett Bernstorff II
Das Kabinett Bernstorff II bildete von September 1849 bis zum 3. Mai 1861 die von Großherzog Georg und seinem Nachfolger Friedrich Wilhelm II. eingesetzte Landesregierung von Mecklenburg-Strelitz.
Großherzog Georg verfolgte zeitlebens eine reaktionäre und hatte nur widerwillig während der Revolution 1848 eine Märzregierung unter dem konservativen Staatsminister Wilhelm von Bernstorff eingesetzt. Im Spätsommer 1849 war er politisch wieder so weit erstarkt, dass die liberalen Regierungsmitglieder ausschieden und durch konservativere Amtsträger ersetzt werden konnten.
| Amt            | Name                                                                          |
| Staatsminister | Wilhelm von Bernstorff                                                        |
| Staatsräte     | Anton Piper, ab 1. September 1849 Friedrich Carl Ludwig von Kardorff, ab 1850 |